# Malacosoma neustria
Malacosoma neustria és una espècie de lepidòpter ditrisi de la família dels lasiocàmpids (Lasiocampidae), pròpia d'Euràsia i Nord d'Àfrica. Les seves erugues són notables pels seus colors brillants que formen embolcalls de seda per regular la seva temperatura. S'alimenten principalment d'arbres i arbustos dins els seus embolcalls de seda.

## Característiques
Les erugues són marronoses amb ratlles de color blau, taronja i blanc. Els adults són de color marronós bastant uniforme.

## Subespècies
- Malacosoma neustria neustria (Linnaeus, 1758)
- Malacosoma neustria flavescens Grünberg, 1912 (Marroc, Algèria)
- Malacosoma neustria formosana Matsumura, 1932 (Taiwan)

## Distribució i hàbitat
Aquesta espècies es troba àmpliament distribuïda a través d'Europa, Àsia i el nord d'Àfrica.
El seu hàbitat són marges dels boscos, pastures espesses, garrigues, tanques i marges de camins. Les plantes nutrícies de les larves inclouen pomers, perers, pruners, salzes, carpins, til·lers i roures.

## Cicle de vida
La femella pon els ous en bandes en forma d'anell a finals d'estiu sobre les branques dels arbres d'acollida, on passen l'hivern. Quan es desclouen, les larves són gregàries i teixeixen un embolcall de seda on es protegeixen. Mengen el fullatge jove de l'arbre i muden diverses vegades a mesura que creixen.
Quan estan a punt de crisalidar cauen a terra i comencen la metamorfosi, formant cadascuna una pupa entre les fulles de les plantes que creixen sota l'arbre. A Gran Bretanya i Alemanya, el període de vol és de juny a agost.

## Galeria

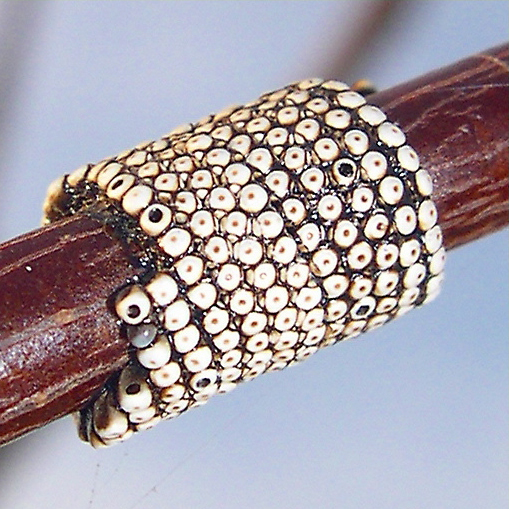
Ous
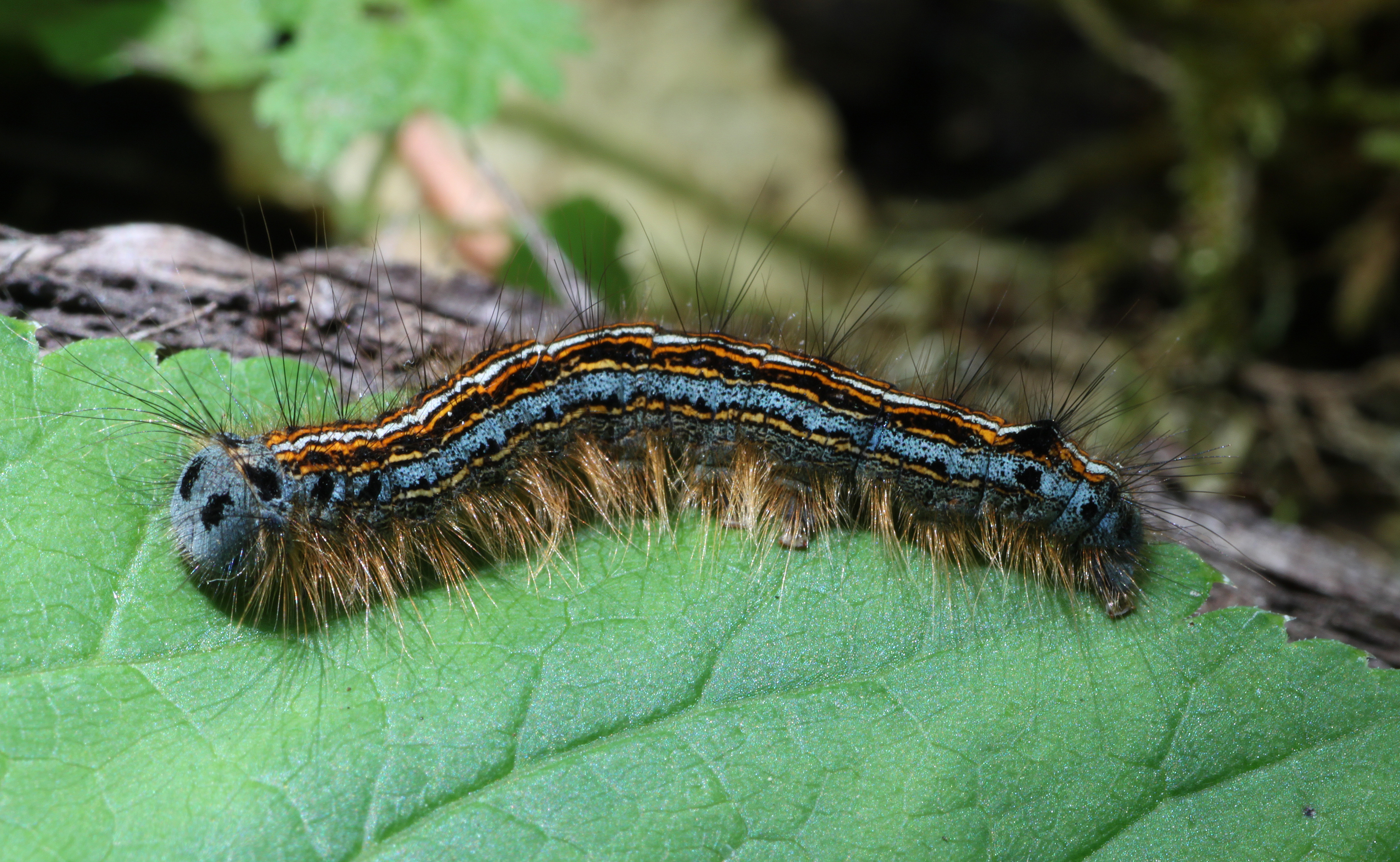
Larva
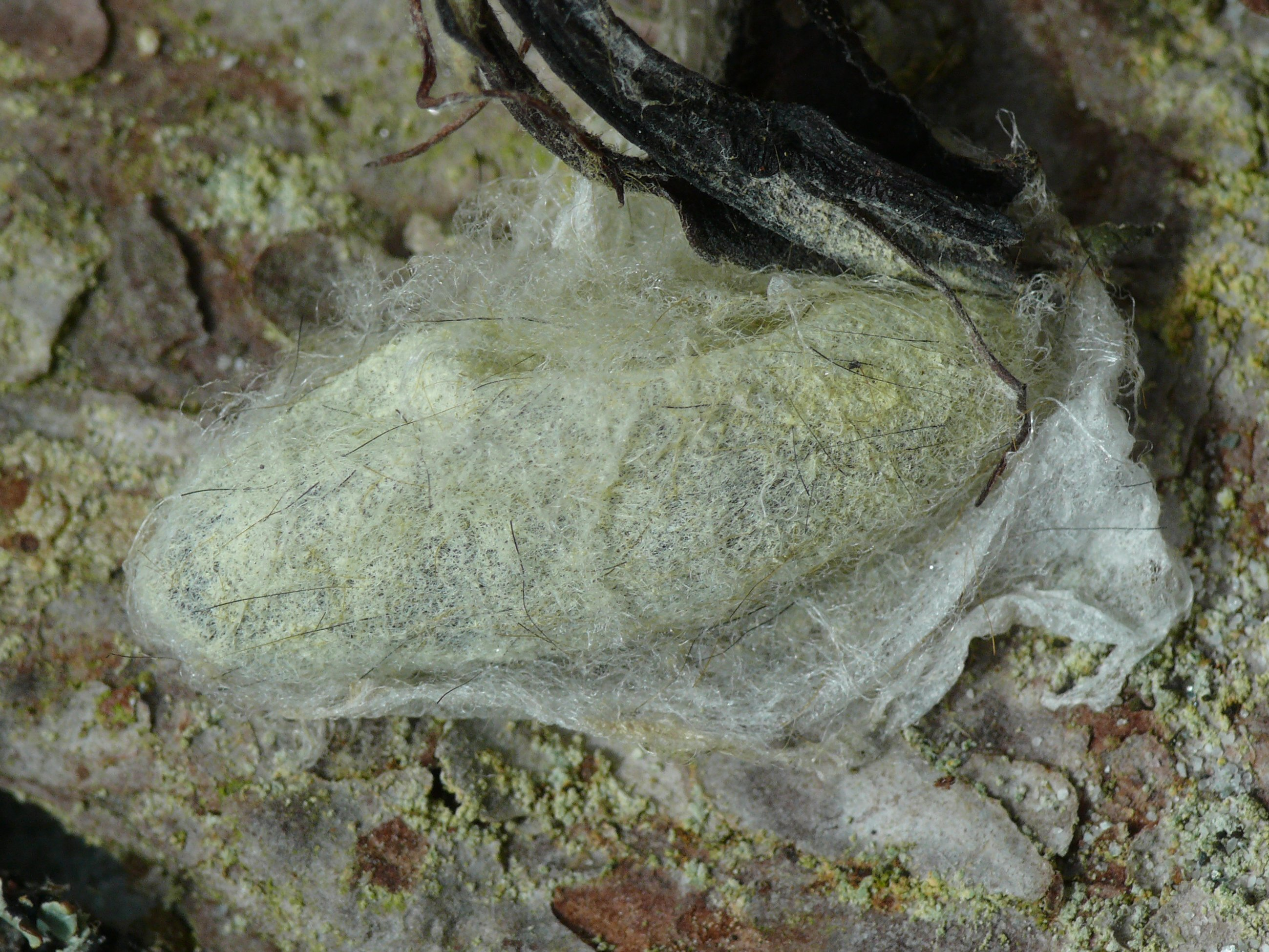
Pupa
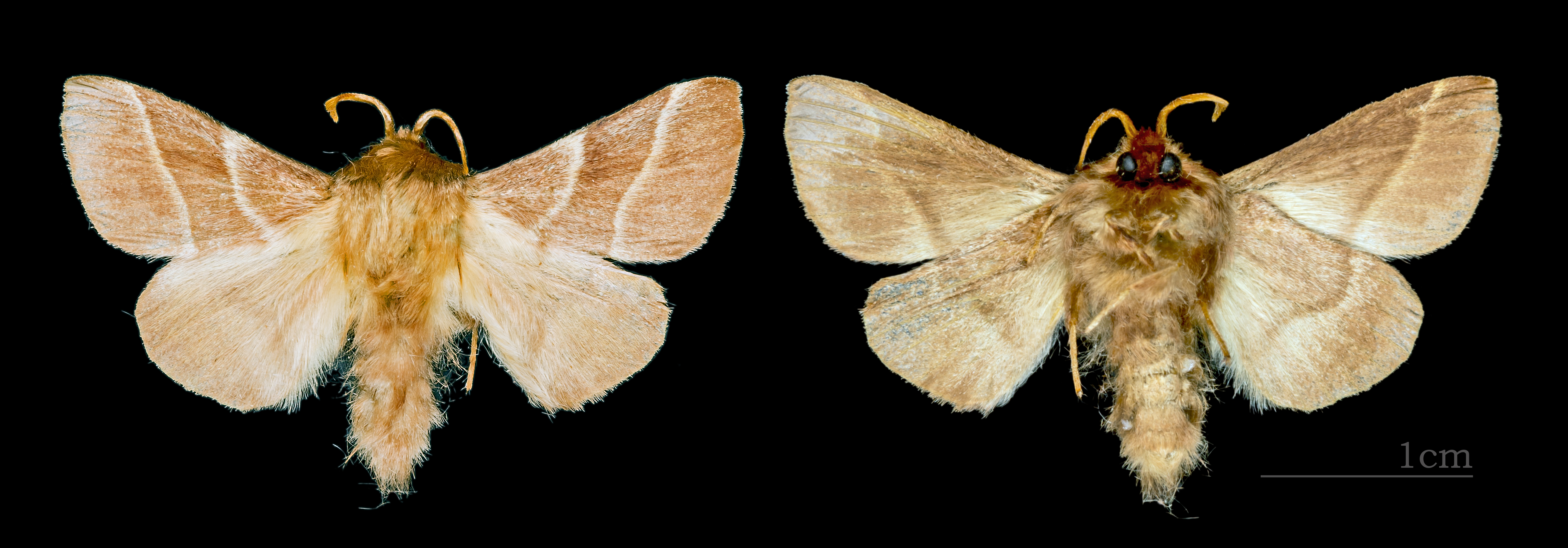
Mascle
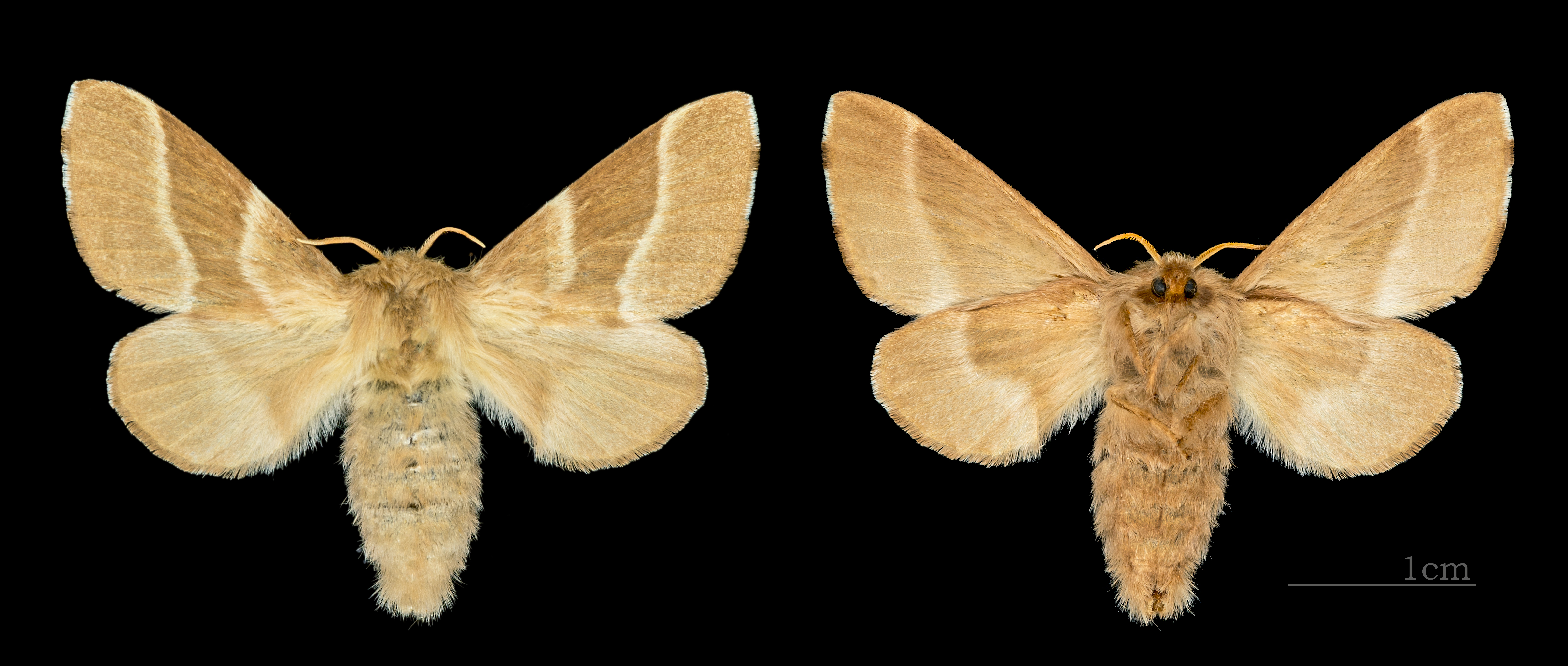
Femella